# 비행공포
《비행공포》(영어: Fear of Flying)는 에리카 종의 1973년 장편소설이다. 저자의 자전적 소설로 그동안 잘 다뤄지지 않았던 여성과 가족, 성 역할, 성욕을 조명하는 작품이다. 종은 이 소설을 발표한 뒤 욕설과 찬사가 담긴 편지를 동시에 받았다고 전하며, 신페미니즘 운동에도 큰 영향을 끼쳤다. 대한민국에는 '날으는 것이 두렵다', '침대 밑 사나이', '나의 안티히어로와의 여행', '꿈의 회의로부터의 보고' 등 다양한 제목을 달고 해적판으로만 번역되었다가, 2013년에서 비채 출판사에서 정식으로 라이선스를 취득하고 이진의 번역으로 출간되었다.

## 작품 소개
다양한 수식어가 붙은 에리카 종의 문제작!
에리카 종의 장편소설 『비행공포』. 네 번의 결혼과 거침없는 성적 상상 등으로 격렬한 페미니즘 논쟁을 불러일으킨 소설로 저자의 자전적 요소가 담겨 있어 가족과 의절하게 한 작품이기도 하다. 저자는 이 소설에서 여성은 얼마나 자유로워질 수 있는지 거대한 질문을 던지며 가장 수치스럽고 은밀한 생각들과 감정, 그리고 경험 모두를 드러내고 있다. 
저자는 이사도라 윙이라는 여성을 주인공으로 내세워 완전히 발가벗긴 자신을 묘사한다. 당혹스럽고 생동감 넘치는 이사도라의 성적 모험담을 통해 새로운 시대의 보다 새로운 여성을 위해 자신의 모든 잠재력을 실현할 수 있는 자아를 확립하고자 한다. 여성으로서, 화가로서, 사랑이 필요한 개인으로서, 섹스가 필요한 개인으로서, 유대인으로서, 아내로서의 자아를 조화시키려 애쓰며 자아를 탐구해가는 과정을 엿보며 저자가 말하고자 했던 것들의 의미를 찾아볼 수 있다.